# Pitiquito

Pitiquito é um município do estado de Sonora, no México.